# Белякова, Елена Анатольевна
Еле́на Анато́льевна Беляко́ва (род. 7 апреля 1976, Долгопрудный, СССР) — российская прыгунья с шестом, мастер спорта международного класса. Победительница Игр доброй воли 1998 года, серебряный призёр чемпионате Европы в помещении 2000 года, пятикратная чемпионка России — четырежды на стадионе (1998, 1999, 2000, 2003) и один раз в помещении (1999), участница Летних Олимпийских игр 2000 года.

## Биография и карьера
С 1996 по 2001 год училась в Российской государственной академии физической культуры на факультете физкультурно-оздоровительных технологий. Дебютировала на международных соревнованиях в 1997 году на чемпионате мира в помещении в Париже, где заняла в квалификации 13 место.
С 2005 года работает инструктором по детскому фитнесу в московском теннисном клубе «Эйс».

## Основные результаты

### Международные
| Год  | Соревнования                 | Место проведения  | Место  | Результат |
| ---- | ---------------------------- | ----------------- | ------ | --------- |
| 1997 | Чемпионат мира в помещении   | Париж, Франция    | 13 (q) | 3,90 м    |
| 1998 | Игры доброй воли             | Нью-Йорк, США     | 1      | 4,38 м    |
| 1998 | Чемпионат Европы             | Будапешт, Венгрия | —      | NM        |
| 1999 | Чемпионат мира в помещении   | Маэбаси, Япония   | 21 (q) | 4,05 м    |
| 1999 | Чемпионат мира               | Севилья, Испания  | 8      | 4,35 м    |
| 2000 | Чемпионат Европы в помещении | Гент, Бельгия     | 2      | 4,35 м    |
| 2000 | Летние Олимпийские игры      | Сидней, Австралия | —      | NM        |
| 2002 | Чемпионат Европы в помещении | Вена, Австрия     | 8      | 4,20 м    |
| 2002 | Чемпионат Европы             | Мюнхен, Германия  | 4      | 4,50 м    |
| 2003 | Чемпионат мира               | Париж, Франция    | 8      | 4,45 м    |

### Национальные
| Год  | Соревнования                                         | Место проведения | Место | Результат |
| ---- | ---------------------------------------------------- | ---------------- | ----- | --------- |
| 1997 | Чемпионат России по лёгкой атлетике в помещении 1997 | Волгоград        | 2     | 3,90 м    |
| 1998 | Чемпионат России по лёгкой атлетике 1998             | Москва           | 1     | 4,15 м    |
| 1999 | Чемпионат России по лёгкой атлетике в помещении 1999 | Москва           | 1     | 4,30 м    |
| 1999 | Чемпионат России по лёгкой атлетике 1999             | Тула             | 1     | 4,40 м    |
| 2000 | Чемпионат России по лёгкой атлетике в помещении 2000 | Волгоград        | 2     | 4,35 м    |
| 2000 | Чемпионат России по лёгкой атлетике 2000             | Тула             | 1     | 4,40 м    |
| 2001 | Чемпионат России по лёгкой атлетике в помещении 2001 | Москва           | 3     | 4,40 м    |
| 2002 | Чемпионат России по лёгкой атлетике в помещении 2002 | Волгоград        | 2     | 4,40 м    |
| 2002 | Чемпионат России по лёгкой атлетике 2002             | Чебоксары        | 2     | 4,45 м    |
| 2003 | Чемпионат России по лёгкой атлетике 2003             | Тула             | 1     | 4,60 м    |
| 2004 | Чемпионат России по лёгкой атлетике в помещении 2004 | Москва           | 2     | 4,40 м    |
| 2004 | Чемпионат России по лёгкой атлетике 2004             | Тула             | 3     | 4,40 м    |